# Czesław Pest
Czesław Pest (ur. 5 lipca 1964 w Strzelnie, zm. 16 stycznia 2006 w Kleczewie) – polski historyk i archiwista kościelny.
Urodził się w Strzelnie, gdzie ukończył Liceum Ogólnokształcące. W latach 1983–1988 studiował teologię w Wyższym Seminarium Duchownym w Gnieźnie. 13 maja 1989 otrzymał święcenia kapłańskie z rąk kard. Józefa Glempa. przez trzy lata sprawował posługę w parafii Świętego Ducha we Wrześni. W latach 1990–1993 odbył studia historyczne w Akademii Teologii Katolickiej w Warszawie. W 1996 na podstawie rozprawy pod tytułem Bractwa i stowarzyszenia kościelne katolików świeckich w Archidiecezji Gnieźnieńskiej w latach 1848-1939 uzyskał stopień doktora nauk humanistycznych. Habilitował się w 2005 na podstawie rozprawy Kardynał Edmund Dalbor (1869-1926). Pierwszy Prymas Polski Odrodzonej.
Od 1993 pracował w Archiwum Archidiecezjalnym w Gnieźnie, będąc od 2004 kustoszem. W 2000 rozpoczął pracę naukowo-dydaktyczną w Zakładzie Historii Kościoła Wydziału Teologicznego Uniwersytetu Adama Mickiewicza w Poznaniu, gdzie był adiunktem. Wykładał też historię Kościoła w Prymasowskim Wyższym Seminarium Duchownym w Gnieźnie.
Był członkiem Stowarzyszenia Archiwistów Polskich, gdzie pełnił funkcję zastępcy przewodniczącego oddziału wojewódzkiego w Poznaniu.
Zginął w wypadku samochodowym w 2006. Został pochowany na cmentarzu parafialnym we Wronowych.
Do jego dorobku naukowego należy siedem książek i ponad trzydzieści artykułów. Ukazywały się one m.in. w: Studia Gnesnensia, Rocznikach Humanistycznych, Wiadomościach Archidiecezji Gnieźnieńskiej, Wieściach ze Strzelna, Gońcu Kujawskim, Niedzieli Gnieźnieńskiej.